# Карвинг
Карвинг (на английски: carving, букв. „резбарство, резба“) е древно изкуство за придаване на разнообразен и привлекателен вид на храната. Произлиза от Азия.

## Произход
Произходът на карвинга е спорен: мнозина считат, че произлиза от Сукотай, Тайланд – преди около 700 години, докато други смятат, че произхожда от Китай, от времето на династиите Тан (618 – 906) и Сун (960 – 1279).
В същото време, в Япония, изкуството за оформяне на плодове и зеленчуци чрез изрязване, е известно като мукимоно. Според книгата „Japanese Garnishes, The Ancient Art of Mukimono“, от Юкико и Боб Хейдок, произходът на мукимоно е от времената, когато храната се е сервирала в негледжосани глинени съдове, покривани с листо, преди да бъде поставена храната.
Карвингът на плодове и зеленчуци е споменат и в поезията на крал Рама ІІ, който управлява от 1808 г. до 1824 г. Той пише за красотата на тайландските десерти и карвинга на плодове и зеленчуци.

## Kарвингът днес
Независимо от произходът си (тайски или японски), карвингът е широко разпространеност до средата на ХХ век предимно в Азия и азиатските ресторанти. След този период се разпространява по целият свят, особено популярен става в Русия където има много състезания и форуми на тази тема.
Изделията обикновено са цветя или птици, но единственото ограничение е въображението на карвинг-артистът, карвингът е декорация както на гарнитурата, така и на самостоятелни ястия.

## Инструменти
За направата на декорации на плодове и зеленчуци се използват различни, специални инструменти. Първичната обработка и почистването се прави с универсален нож. За направа на различните декорации се използват V-образни и назъбени ножове. Най-важният инструмент е тайският нож с който се правят детайлите и формите в зеленчуците.